# FC Tössfeld
Der FC Tössfeld ist ein Schweizer Fussballverein, der aus dem Winterthurer Quartier Tössfeld stammt. Seit den 50er Jahren geniesst der Verein aufgrund des Baus der Autobahn A1 Gastrecht auf dem Sportplatz Talgut/Deutweg, der sich im Stadtkreis Mattenbach befindet.

## Geschichte
Der Verein wurde am 5. Juli 1924 gegründet, kurz nachdem die Schweizer Fussballnationalmannschaft mit dem Gewinn der Silbermedaille bei den Olympischen Sommerspielen 1924 für eine landesweite Fussballbegeisterung sorgte. Es existierte zu dieser Zeit bereits ein 1918 gegründeter FC Tössfeld, der heutige FC Tössfeld wurde aus Unzufriedenheit mit der Führung von ebendiesem FC Tössfeld gegründet. Der alte FC Tössfeld fusionierte 1925 mit dem FC Oberwinterthur zum Winterthurer Sportverein, der zwei Jahre später im FC Winterthur aufging.
Bis Anfang der 1970er spielte der Verein nur in unterklassigen Ligen, 1971 gelang unter Trainer Guido Meyer erstmals der Aufstieg in die drittklassige 1. Liga. Zwei Jahre später stieg man erneut auf und spielte in der Saison 1973/74 in der Nationalliga B. Die einzige Saison des Vereins in der zweithöchsten Liga bestritt man mit einer Mannschaft mit weitgehend unbekannten Namen. Dort war man jedoch chancenlos und belegte am Saisonende mit 12 Punkten den letzten Rang. Trainer war Jean-Claude Lauber, der in der Aufstiegsrunde zur Nationalliga B zum Verein stiess und die Nachfolge Meyers antrat. Auch in der 1. Liga konnte man sich nur noch bis 1976 halten und stieg dann in die 2. Liga ab, bevor man wieder im Lokalfussball verschwand. In den Saisons 2011/12 und 12/13 spielte die erste Mannschaft des FC Tössfeld in der dazumal sechstklassigen 2.Liga.